# أم حنظلة بنت رومي الأنصارية
أمّ حَنْظَلَة بنت روميّ بن وَقْش بن زُغْبة بن زَعُورَاء بن عَبْد الأشهل الأشهلية الأنصارية صحابية مِن الأنصار، ذكر محمد بن عمر الواقدي إنها أسلمت عندما هاجر نبي الإسلام محمد للمدينة المنورة وآتت عنده وبايعته على الإسلام.
وذكر ابن سعد في الطبقات الكبير إن أُمها هي سُهَيْمة بنت عبد الله بن رفاعي بن نجدة من بني نمير من الأوس, وأنها تزوجت ثعلبة بن أنس بن عديّ بن زَعُورَاء بن عبد الأشْهل وولدت له عدة أبناء وهي أخت الصحابية أم سهل بنت رومي الأنصارية.